# IC 3177
IC 3177 — галактика типу NF (в процесі підтвердження) у сузір'ї Волосся Вероніки.
Цей об'єкт міститься в оригінальній редакції індексного каталогу.